# العلاقات العراقية الطاجيكستانية
العلاقات العراقية الطاجيكستانية هي العلاقات الثنائية التي تجمع بين العراق وطاجيكستان.

## مقارنة بين البلدين
هذه مقارنة عامة ومرجعية للدولتين:
| وجه المقارنة                                              | العراق                       | طاجيكستان                          |
| --------------------------------------------------------- | ---------------------------- | ---------------------------------- |
| المساحة (كم2)                                             | 437.07 ألف                   | 143.10 ألف                         |
| عدد السكان (نسمة)                                         | 38.27 مليون                  | 8.92 مليون                         |
| الكثافة السكانية (ن./كم²)                                 | 87.56                        | 62.33                              |
| العاصمة                                                   | بغداد                        | دوشنبه                             |
| اللغة الرسمية                                             | اللغة العربية، اللغة الكردية | اللغة الطاجيكية                    |
| العملة                                                    | دينار عراقي                  | ساماني طاجيكي، الروبل الطاجيكستاني |
| الناتج المحلي الإجمالي (بليون دولار)                      | 197.72 مليار                 | 7.15 مليار                         |
| الناتج المحلي الإجمالي (تعادل القوة الشرائية) بليون دولار | 560.73 مليار                 | 24.03 مليار                        |
| الناتج المحلي الإجمالي الاسمي للفرد دولار أمريكي          | 4.94 ألف                     | 925                                |
| الناتج المحلي الإجمالي للفرد دولار أمريكي                 | 15.06 ألف                    | 2.69 ألف                           |
| مؤشر التنمية البشرية                                      | 0.654                        | 0.624                              |
| رمز المكالمات الدولي                                      | +964                         | +992                               |
| رمز الإنترنت                                              | .iq                          | .tj                                |
| المنطقة الزمنية                                           | ت ع م+03:00، ت ع م+04:00     | ت ع م+05:00                        |

## منظمات دولية مشتركة
يشترك البلدان في عضوية مجموعة من المنظمات الدولية، منها:
| علم المنظمة | اسم المنظمة                        | تاريخ انضمام العراق | تاريخ انضمام طاجيكستان |
| ----------- | ---------------------------------- | ------------------- | ---------------------- |
|             | مؤسسة التنمية الدولية              | 29 ديسمبر 1960      | 4 يونيو 1993           |
|             | مؤسسة التمويل الدولية              | 27 ديسمبر 1956      | 2 ديسمبر 1994          |
|             | منظمة حظر الأسلحة الكيميائية       | ?                   | ?                      |
|             | الأمم المتحدة                      | 21 ديسمبر 1945      | 2 مارس 1992            |
|             | الاتحاد الدولي للاتصالات           | 12 نوفمبر 1928      | 28 أبريل 1994          |
|             | منظمة التعاون الإسلامي             | ?                   | ?                      |
|             | البنك الدولي للإنشاء والتعمير      | 27 ديسمبر 1945      | 4 يونيو 1993           |
|             | منظمة الشرطة الجنائية الدولية      | ?                   | ?                      |
|             | الاتحاد البريدي العالمي            | ?                   | ?                      |
|             | وكالة ضمان الاستثمار متعدد الأطراف | 6 أكتوبر 2008       | 9 ديسمبر 2002          |
|             | يونسكو                             | 21 أكتوبر 1948      | 6 أبريل 1993           |

## وصلات خارجية
- موقع وزارة الخارجية العراقية